# 스커드

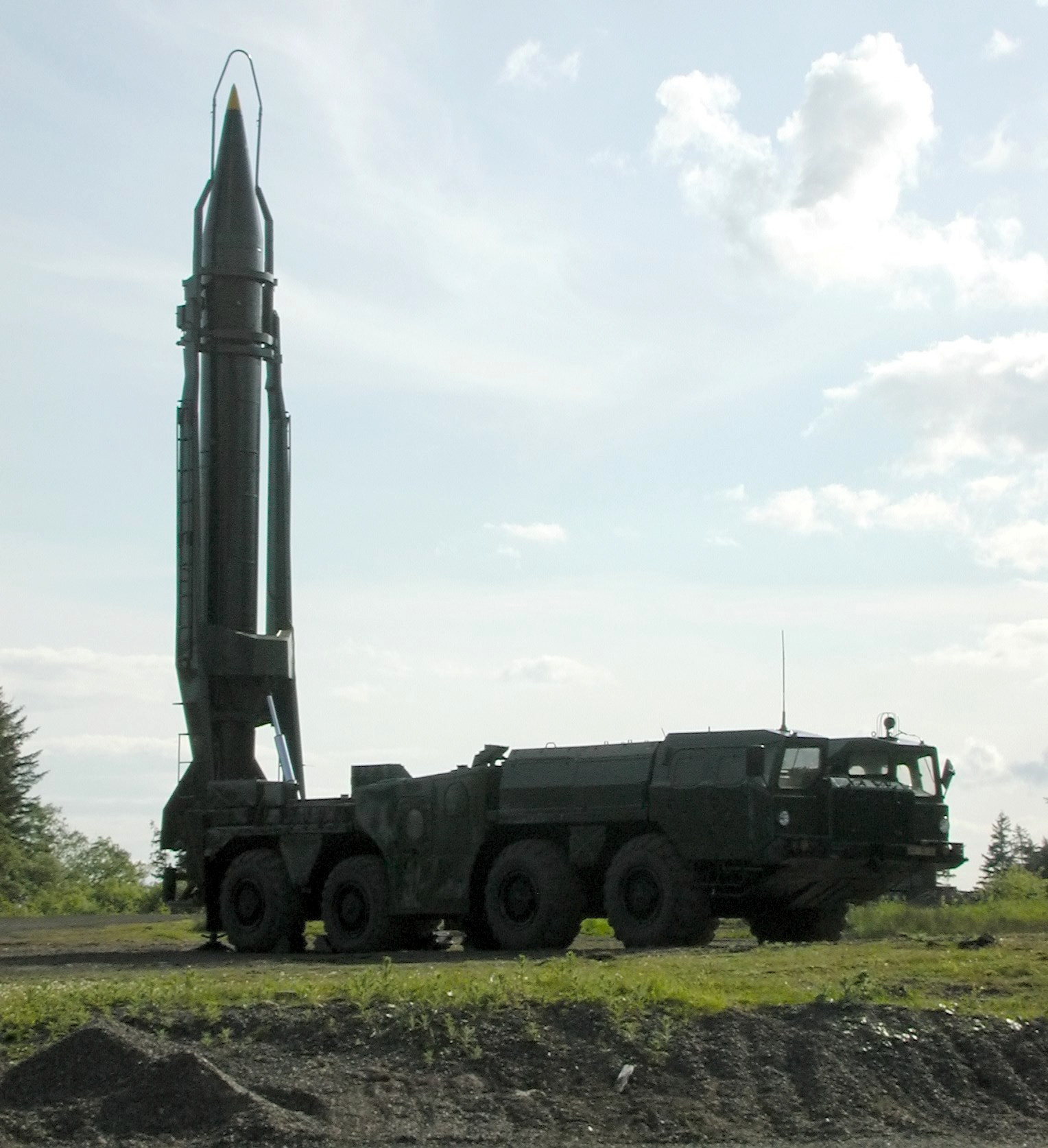
영국 RAF 스파데애덤 공군기지의 스커드 런처.

스커드(Scud)는 소련이 개발하여 많은 국가에 판매한 전술 탄도미사일 시리즈의 이름이다. 이 이름은 서방의 정보기관에 의해 분류된 나토 보고서 이름인 SS-1 Scud로부터 유래되었다. 러시아 이름은 R-11(초기 개발분), R-17 엘브루스, R-300(후기 개발분)이다. 스커드라는 이름은 언론에 의하여 본래의 미사일에 기반하여 여러 나라에서 개발된 다른 변종에도 사용되었다. 때때로 미국에서는 서방에서 개발되지 않은 모든 탄도탄을 일컫기도 한다.

## 소련 개발
R-11에 대하여 나토에서 SS-1b Scud-A라고 부르면서 처음 스커드라는 용어가 사용되었다. 초기 R-1 미사일은 나토에서 SS-1 스쿠너(SS-1 Scunner)라 불렸으나 이것은 거의 독일의 V-2의 복제로 매우 다른 외양을 가졌다. R-11은 V-2로부터 얻은 기술을 사용하였으나 V-2나 R-1보다 작았으며 새로 설계되었다. R-11은 Makeyev OKE에 의하여 개발되었으며 1957년에 실전 배치되었다. R-11에서 가장 발전된 부분은 A.M. Isaev에 의하여 설계된 엔진이다. V-2의 다중실(multi-chamber) 구조보다 훨씬 단순하며, 진동 방지 장치를 채용하여 차후 러시아의 우주로켓의 더 큰 엔진을 위한 선구자 역할을 하였다.
발전형은 1961년의 스커드-비(R-300 Elbrus / SS-1c Scud-B)와 1965년의 스커드-씨(SS-1d Scud-C)이며, 이 두 종은 일반적인 고폭탄과 80 kiloton의 핵무기, 화학 무기 등을 탄두로 사용할 수 있었다. 1980년에 개발된 스커드-디(SS-1e Scud-D)는 일반적인 고폭탄과 기화 폭탄, 다탄두 폭탄 등을 탄두로 사용할 수 있다.
모든 형식은 11.25m의 길이와 0.88m의 직경을 가진다(스커드-에이만 길이가 1m 짧다). 스커드-에이는 등유와 질산을 연료로 사용하며, 다음 형식부터는 UDMH와 RFNA(러시아 형식명 SG-02 Tonka 250)을 연료로 사용하는 단발 엔진을 사용한다.

## 타국 개발

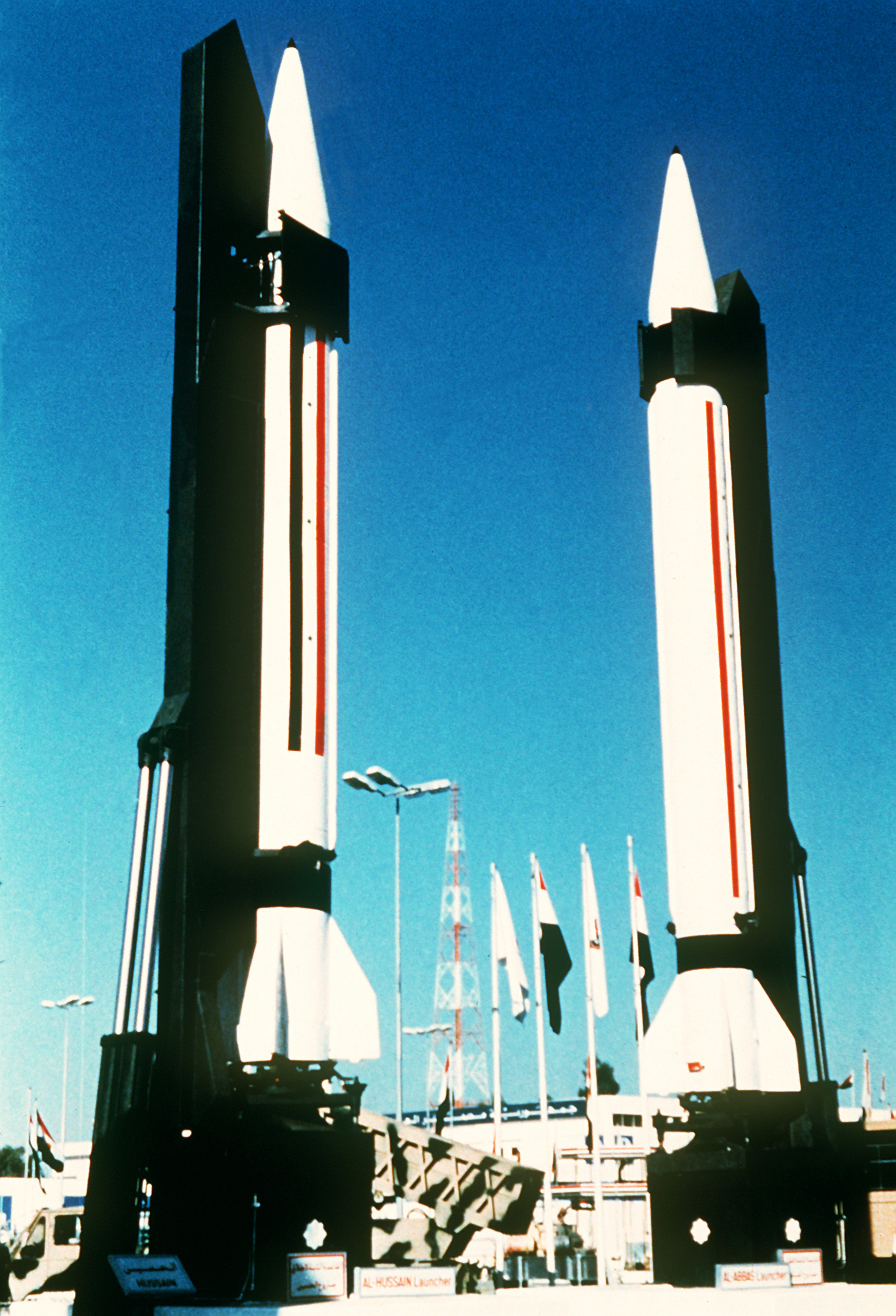
이라크에서 운용된 스커드.

스커드는 같은 미사일에 대한 이라크의 변형 모델을 가리키기도 한다. 많은 부분이 개량되었으며 특히 걸프전에서 이스라엘과 사우디아라비아에 많은 수의 미사일이 사용되어 유명해졌다. 미국의 패트리어트 미사일이 요격에 성공하였다고 주장하지만 패트리어트 미사일의 정확도가 과장되었으며 95% 가량은 실패하였다는 비판이 있다. 스커드 미사일은 화학무기나 생물학무기를 탑재할 수 있으므로 걸프전에서 특히 이스라엘에 가장 위협적인 공격무기였다.
결국 스커드 미사일에 1명의 이스라엘인과 28명의 미군이 사망하였다(스커드 미사일이 사우디아라비아 바란의 펜실베니아 주방위군 막사를 직격했다.). 스커드 미사일을 소탕하기 위하여 사용한 연합군 공군 자원은 1/3에 이른다. 스커드 미사일은 이동식 발사 트럭에 탑재되어 쉽게 추적할 수 없어 미군과 영국군 특수 부대가 발사대를 추적하기 위하여 적진에 종종 침투하곤 하였다. 이스라엘은 스커드에 의한 공격이 계속될 경우 참전하겠다고 밝혔으며, 미국과 영국은 이에 대응하여 반 이스라엘 아랍 국가의 연합군 탈퇴를 염려하여 스커드 미사일의 위협을 제거하기 위해 노력했다.
이라크는 스커드(Scud), 스커드 연장형(longer-range Scud or Scud LR), 알후세인(Al Hussein), 알아바스(Al Abbas)의 4가지 형태를 개발하였다. 개조되지 않은 것을 제외하고 이 미사일들은 오작동과 탑재 중량 미비로 성공적이지 않았다.
조선민주주의인민공화국, 이란, 파키스탄의 미사일 개발 계획은 스커드 미사일 기술을 기반으로 하고 있으며 1,300-1,500km의 사거리를 갖는 것으로 알려지고 있다.

## 스커드-ER
1990년대 초 북한이 개발하기 시작한 스커드-ER은 2003년부터 실전에 배치되기 시작했으며 공식적으로 확인된 건 2007년이다. 옛 소련의 스커드-D를 모델로 했다. 2000년 처음 시험발사해 700km를 비행했다. 사거리 1,000km 탄두중량 500kg이다.
2016년 9월 5일 삿갓몰 미사일 기지에서 1,000km의 스커드-ER을 발사했다.
2017년 4월 25일, 스커드-ER 개량형을 인민군 창군일 열병식에 최초로 공개했다. 탄두부분에 카나드가 달려 있는게 특징이다. 장갑차 형태의 발사대 차량을 사용한다.
2017년 5월 29일, 스커드-ER 개량형을 시험발사했다. GPS 유도가 되며, 북한은 CEP 7 m라고 자랑했다. 미사일 불꽃은 치마형(고체)이 아닌 촛불 형태를 나타내 액체 연료를 쓴 것으로 추정된다. 김정은 위원장이 직접 참관했다. 노동신문은 1년만에 개발했다면서, 대함탄도미사일(ASBM)로도 사용된다고 보도했다. 이동하는 항공모함을 공격하려면, 레이다 락온이나 광학카메라 락온 기능이 있어야 하는데, 있다는 의미로 보인다.

## 같이 보기
- 미사일 목록
- 샤하브-1
- 9K720 이스칸데르